# Cầu Sông Zohar
Cầu Sông Zohar (tiếng Hebrew: גֶּשֶׁר זֹהַר, Gesher Zohar) là một cây cầu nằm trên tuyến Quốc lộ 90 gần biển Chết tại Israel. Nếu tính theo mực nước biển, đây là cây cầu thấp nhất trên thế giới. Cây cầu có độ cao khoảng 40 mét tính từ mặt sông, cầu có chiều dài là 52 mét.